# Daniel Solsona
Daniel Solsona est un footballeur espagnol né le 18 janvier 1952 à Cornellà de Llobregat en Espagne.

## Biographie
Milieu de talent, il débute à l'Espanyol de Barcelone, avant de rejoindre le Valence CF en 1978. Avec ce club, il remporte la Coupe d'Espagne en 1979, puis la Coupe d'Europe des Vainqueurs de coupe en 1980.
Il part ensuite jouer en France, notamment à Bastia de 1983 à 1986 et à Rennes en 1986-1987.
Il est International espagnol de 1973 à 1981.

## Palmarès
- Vainqueur de la Coupe d'Espagne en 1979 avec le Valence CF
- Vainqueur de la Coupe d'Europe des vainqueurs de Coupe en 1980 avec le Valence CF